# ちりめんじゃこ
ちりめんじゃこ（縮緬雑魚、 英: Dried young sardines）またはしらす干しは、イワシ類（カタクチイワシ・マイワシ・ウルメイワシ・シロウオ・イカナゴなど）の仔稚魚（シラス）を食塩水で煮た後、天日などで干した食品。
ごく小さな魚を平らに広げて干した様子が、細かなしわをもつ絹織物のちりめん（縮緬）を広げたように見えることからこの名前がついた。魚そのものはシラスといい、固く干さない状態のものはその名で呼ばれることもある。
収量が多く、油分の少ないカタクチイワシの仔魚が用いられることが多い。ちりめんじゃこの体長は一般に3cmに満たないものを指し、より大きいものは「カエリ」と呼ばれることがある。
牛乳と共にカルシウムを多く含む食品の代名詞ともなっている。

## 呼称

### 水分率による分類
乾燥の度合いによって、以下のように呼び名が変わる。
| 名称           | 水分率  | 状態                                                                   | 別名                                                                             |
| -------------- | ------- | ---------------------------------------------------------------------- | -------------------------------------------------------------------------------- |
| 釜揚げしらす   | 75-88％ | 水揚げしたしらすを塩ゆでしたもの                                       | 釜揚げちりめん                                                                   |
| しらす干し     | 65-72％ | 茹でたしらすを天日干しや乾燥機などで軽く乾燥させたもの                 | 中干しシラス、太白ちりめん、太白（たいはく）、やわ干し、やわ乾、しらす、普通干し |
| ちりめんじゃこ | 35-50％ | 釜揚げしらすを機械や天日でじっくりとカリカリの食感になるまで干したもの | 上干ちりめん、上乾ちりめん、かちり                                               |

また、ちりめんじゃこ（しらす干し）全般について、東日本では「しらす干し」、西日本では「ちりめんじゃこ」と呼ぶ場合もある。

## 漁獲
春から秋はカタクチイワシの仔魚、冬季はマイワシやウルメイワシの仔魚が漁獲される。マイワシは2月から3月に日本の南側の海で産卵し、その稚魚は3～5月に太平洋岸や瀬戸内海で水揚げされる。
主な産地は兵庫、静岡、愛知、大分、大阪、愛媛、鹿児島、和歌山、徳島、宮崎、高知、広島。

## 加工
いったん漁獲された仔魚は傷みが早いので、水揚げ当日に製品まで加工される。この項では天日干しによる生産を解説する。
漁獲
当日中に天日干しをするため、漁期中でも雨の日は出漁しない。毎朝当日の天候や波の状況を確認した上で出漁の可否を判断する。漁船は単独または2隻一組になって目の細かい網を引く。漁獲後は直ちに漁港に帰港するため、出漁から帰港まで1〜数時間程度である。
選別
漁港で水揚げされた仔稚魚は直ちに加工場に運ばれる。細かい網での漁なのでイカ・タコ・アジ・サバ等の仔稚魚が混入しており、これらの異種魚を除く。この状態の生の仔稚魚を高知県ではドロメと呼び、酢味噌で味付けしたものは酒の肴として珍重される。
煮る
漁船の帰港時には既に大釜に食塩水が煮立っている。選別された仔稚魚は釜で短時間煮られる。釜から取り出した未乾燥品を「釜揚げシラス」と呼び、冷凍して出荷する（観光地ではみやげ物として地元の冷凍釜揚げシラスを売っている）。
天日にて乾かす
日当たり・風通しの良いところに細かい網を水平に開き、その上に煮あがったちりめんじゃこを拡げる。これは手作業で行われる。干す時間は当日の天気や、風の具合によって判断する。

## 利用
そのままご飯にかけたり、炊き込みご飯、煮物、炒め物などに利用される。
1980年代までは、日持ちがする塩分の高い（塩辛い）物が好まれたが、最近は健康への関心の高まりから減塩された製品が多くなっている。

### 混入物
漁獲された際にはタコ、イカ、エビ、カニ、タツノオトシゴなど、イワシ類の魚以外の様々な生物の稚魚や幼生が混入している。かつてはこれらが混入したままちりめんじゃこに加工されて販売され、購入したちりめんじゃこの中からこれらの混入物を拾い集めて楽しむ者もいた。2004年に大阪府岸和田市のきしわだ自然資料館の学芸員がこのような混入物を「チリメンモンスター」（略してチリモン）と名づけ、その呼び名が広まった。
これらの混入物は価格の低下を招くほか、混入する無毒なフグの稚魚、エビ・カニによる食物アレルギーの表示義務が生じることなどから、近年は漁獲・製造・販売時に取り除かれるようになり、混入した状態で販売されることは少なくなった。一方、このチリメンモンスターを教育に生かそうとする試みが始まっている。

## ギャラリー

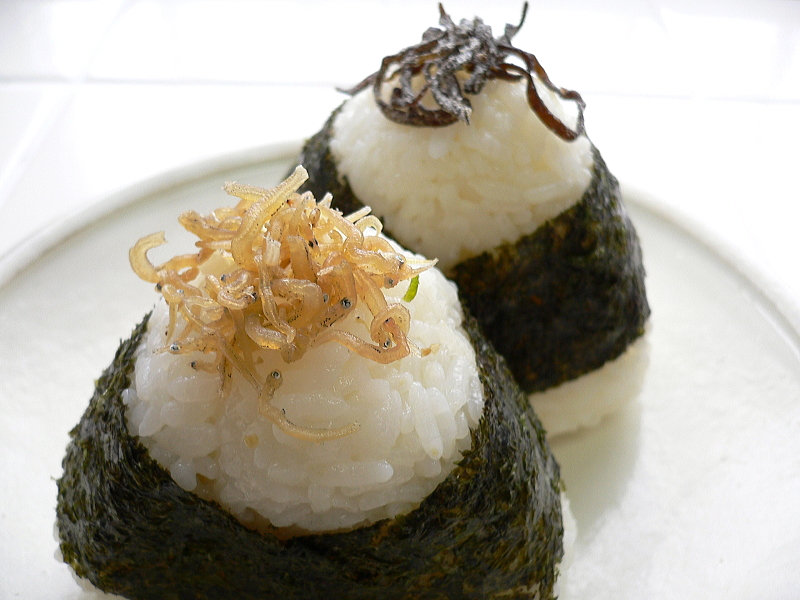
ちりめんじゃこと昆布のお握り
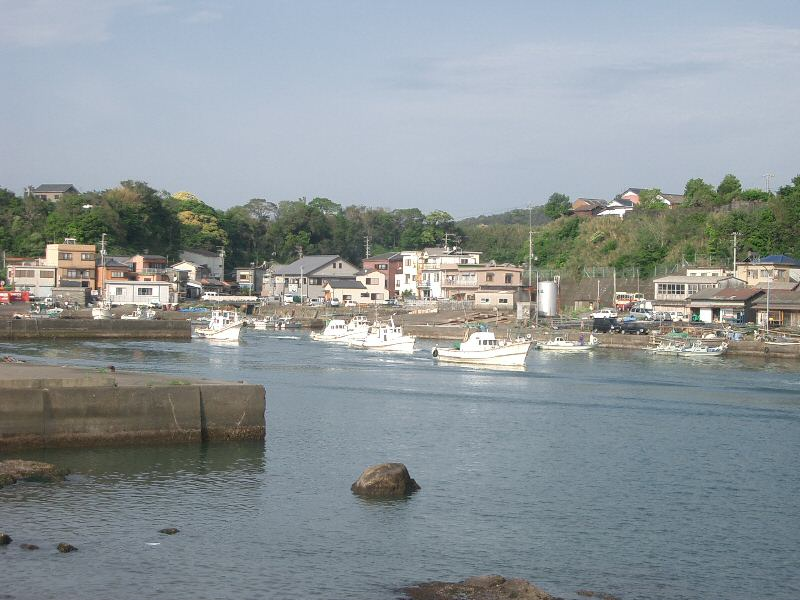
ちりめんじゃこ漁船の出漁。高知県田野町浦漁港にて。
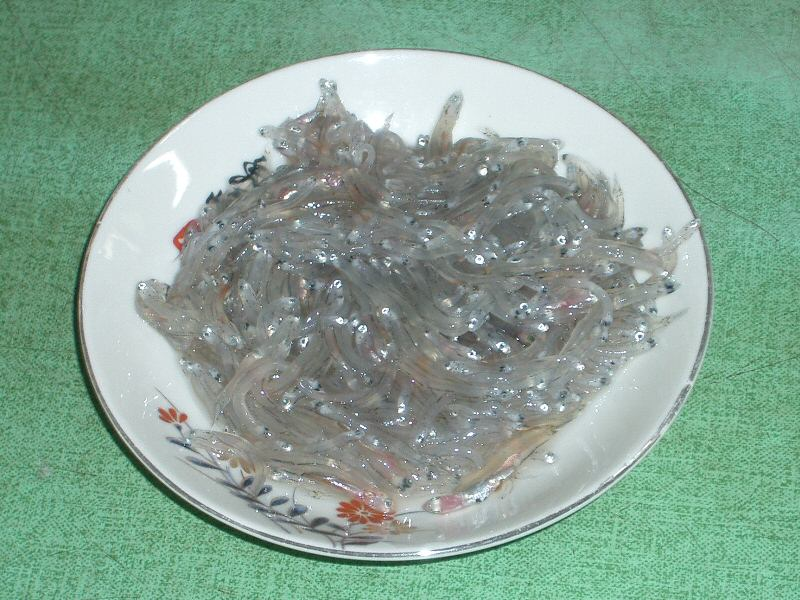
生のちりめんじゃこ（生しらす）
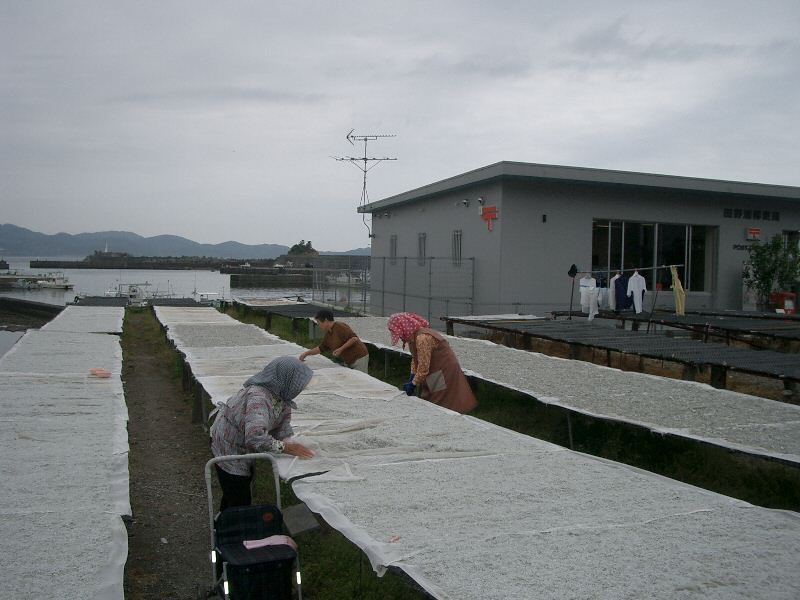
ちりめんじゃこの天日干し
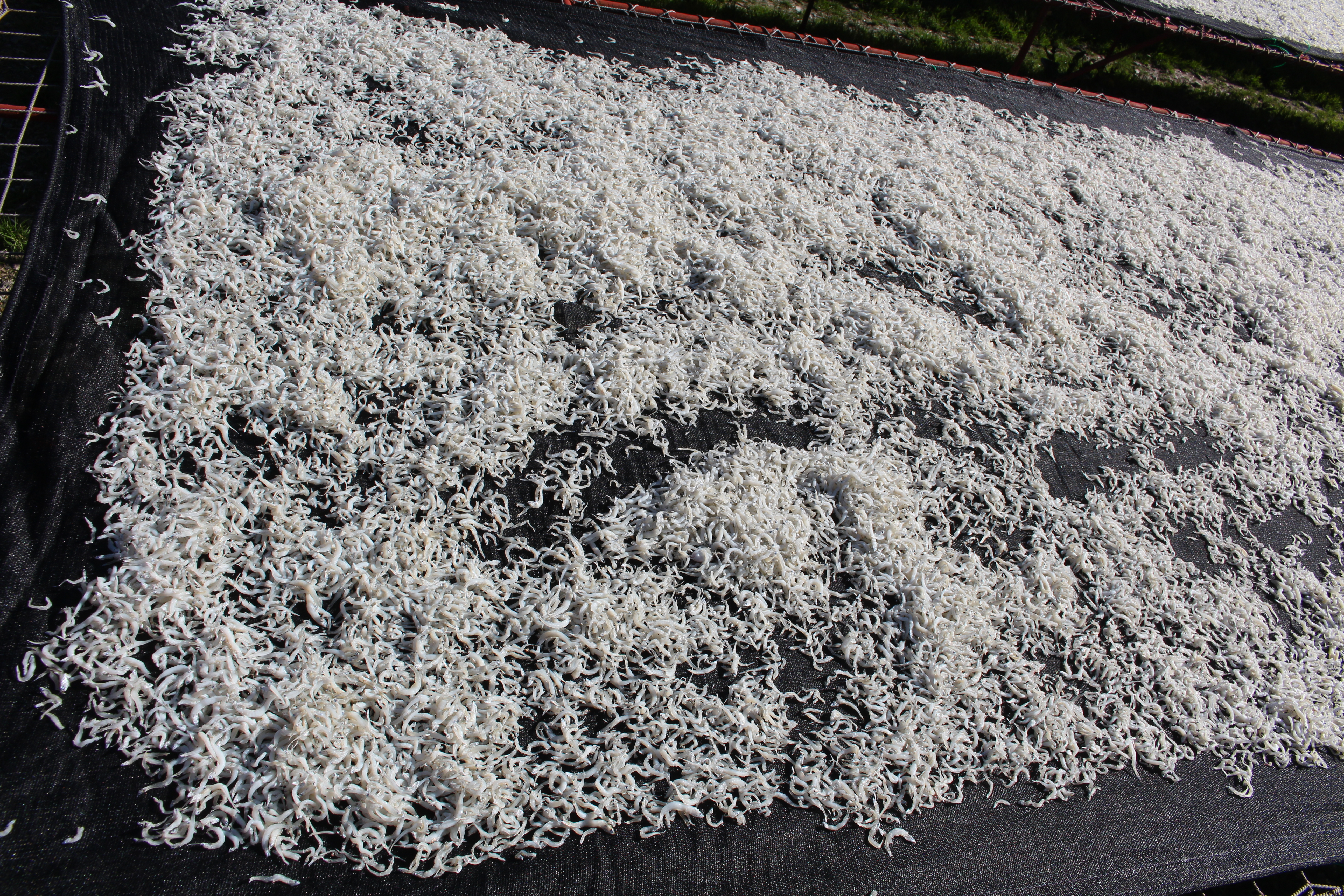
干し網上のちりめんじゃこ
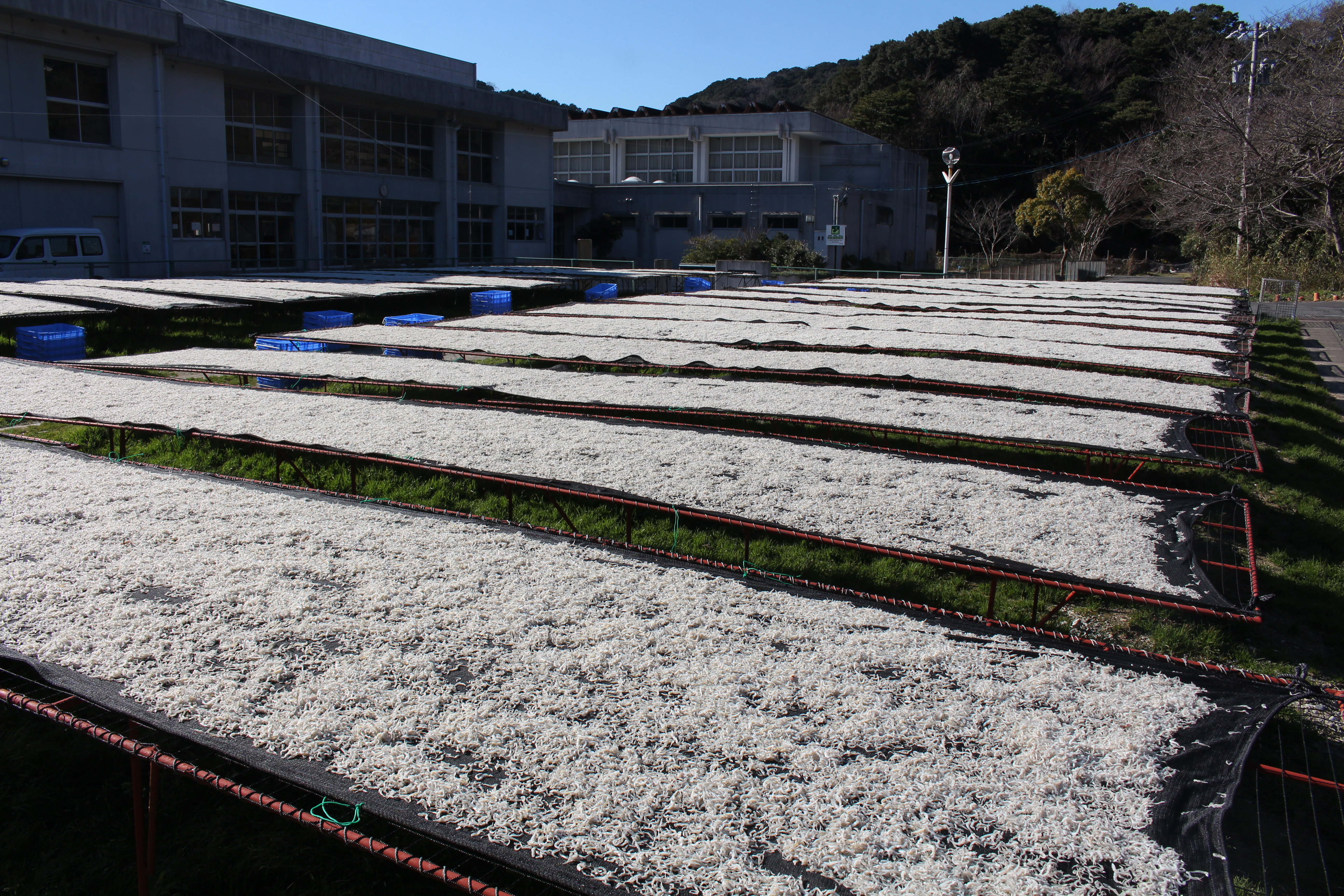
天日干しされているちりめんじゃこ。三重県鳥羽市答志島にて。
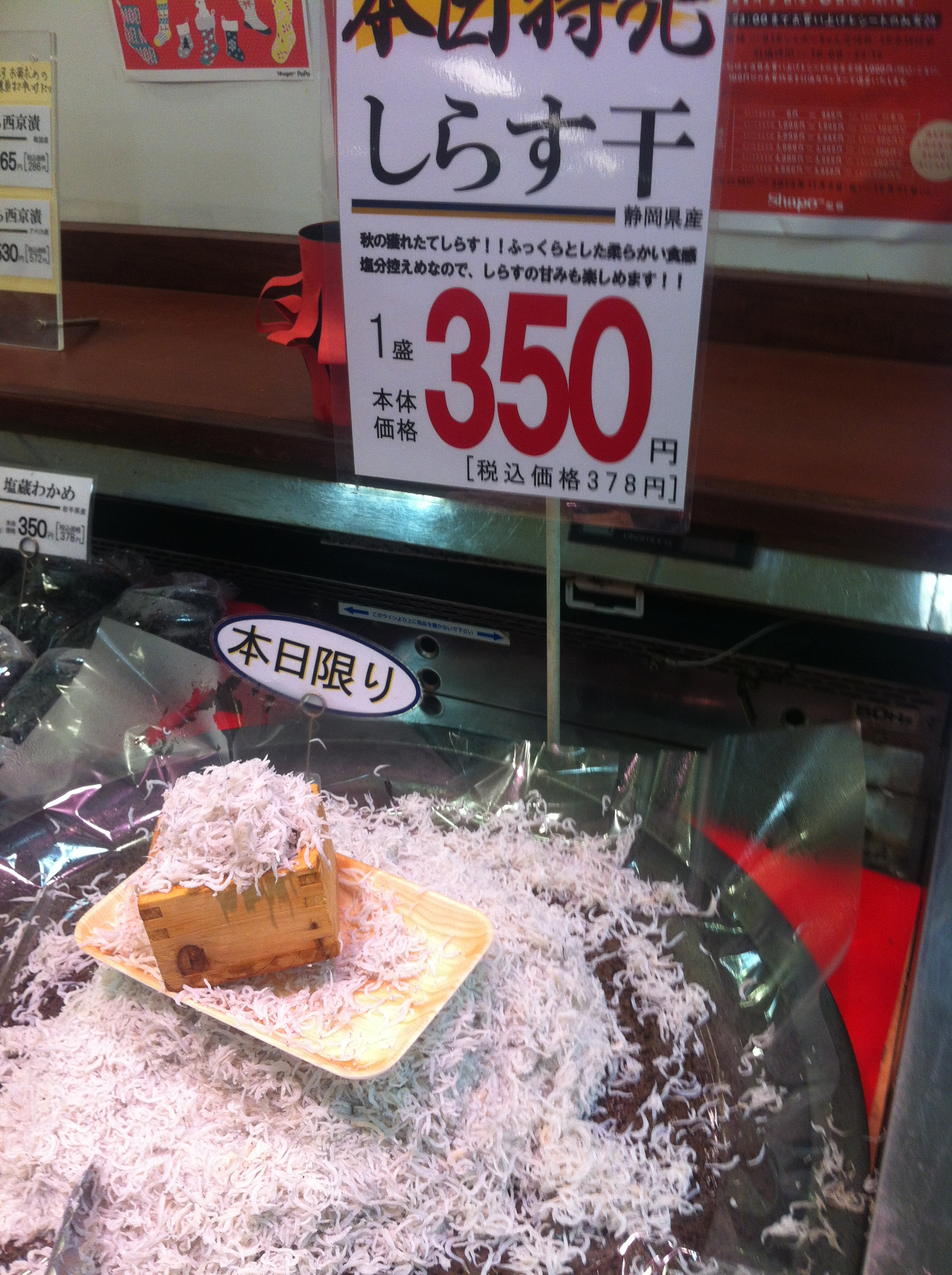
しらす干し
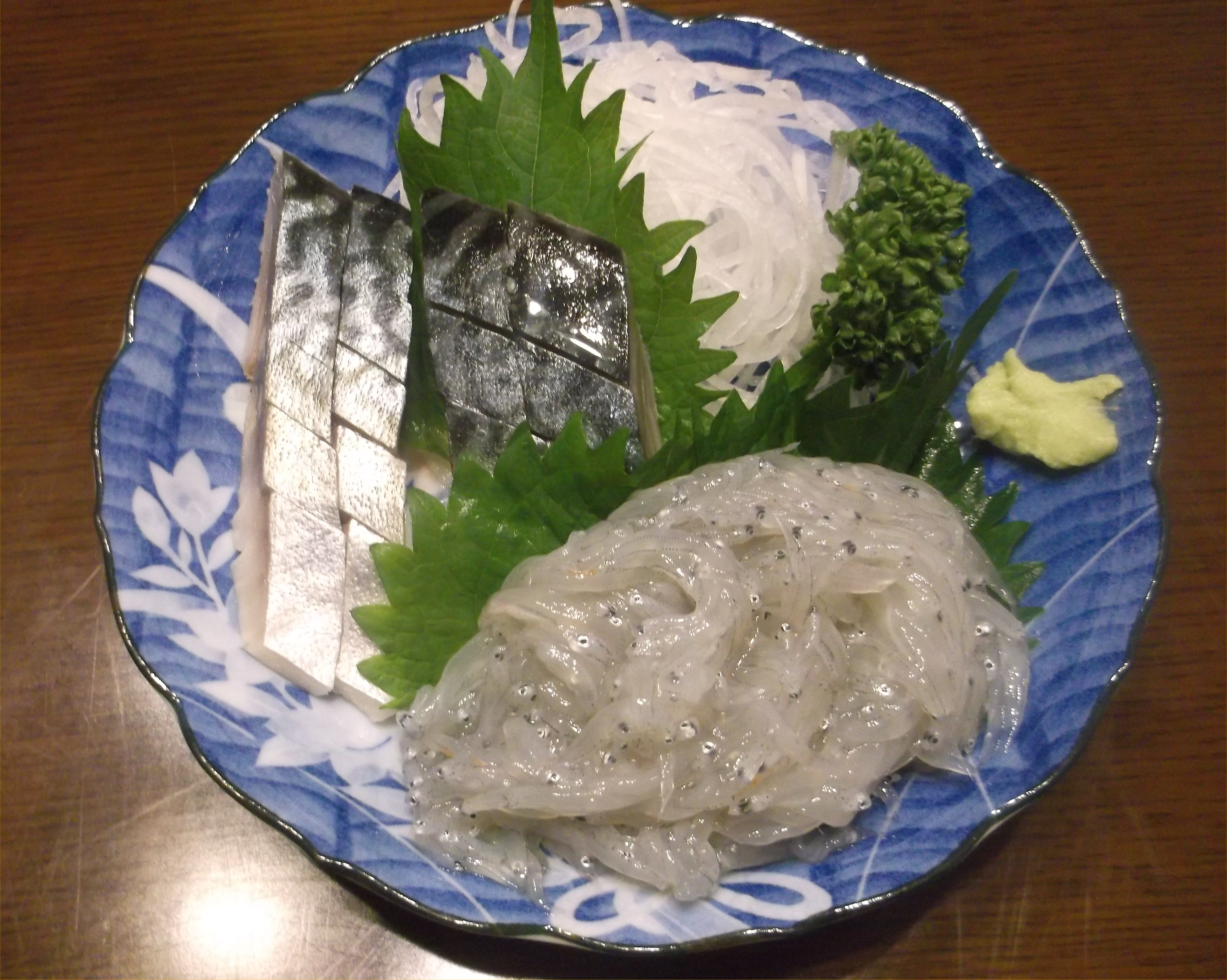
しめ鯖と生しらすの刺身
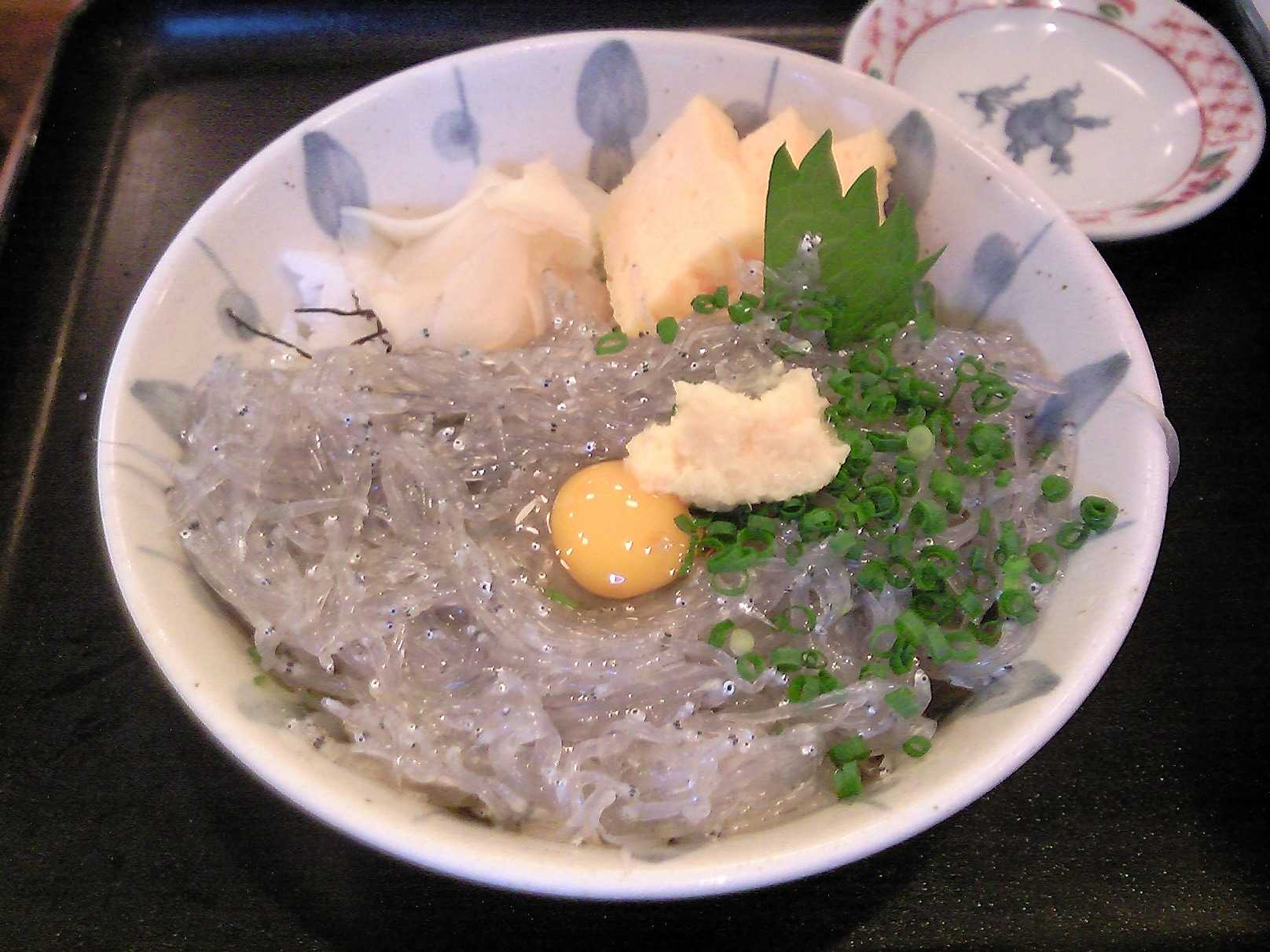
生しらす丼
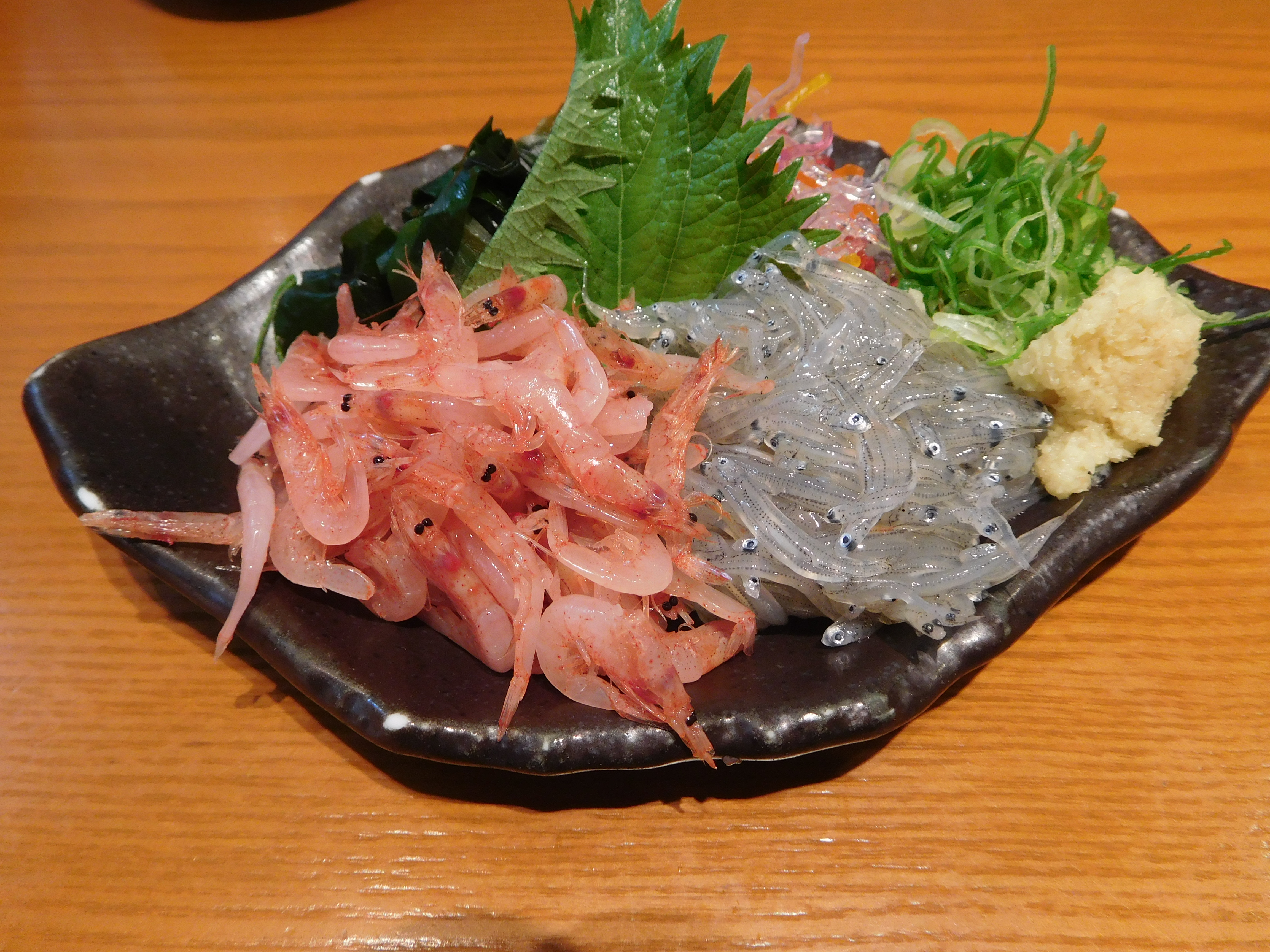
駿河湾産の生サクラエビと生シラスの盛り合わせ。静岡県三島市にて。
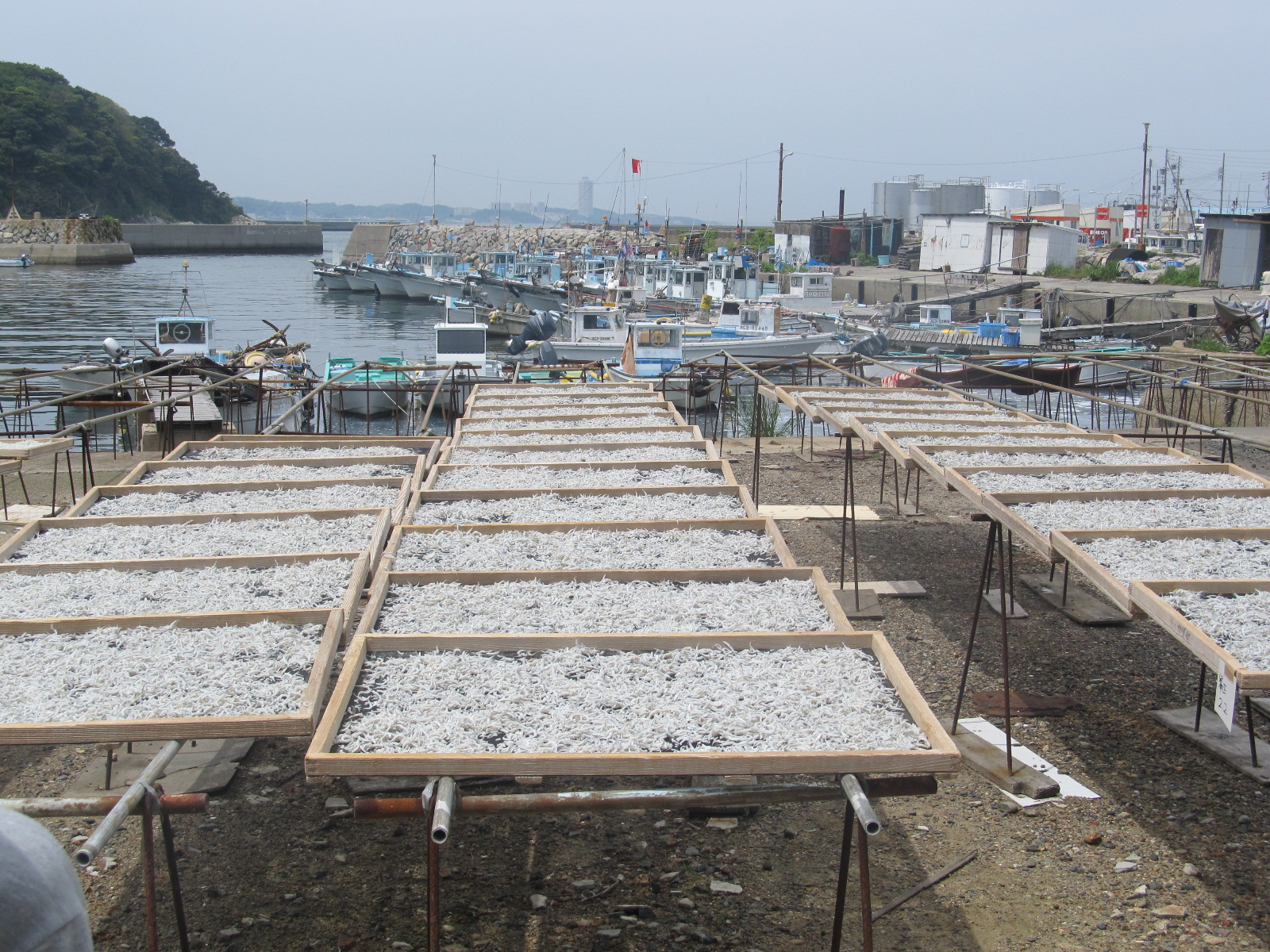
篠島にて。
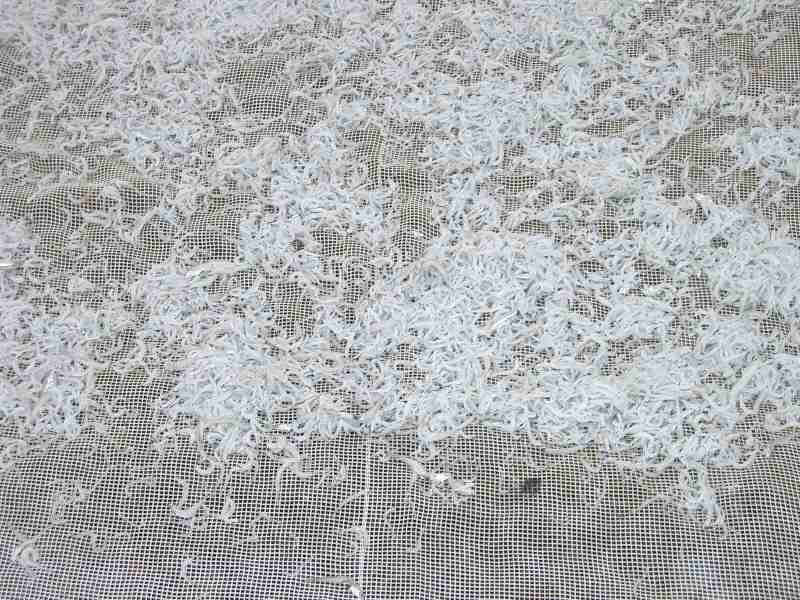
ゆでて干されるシラス。高知県にて。
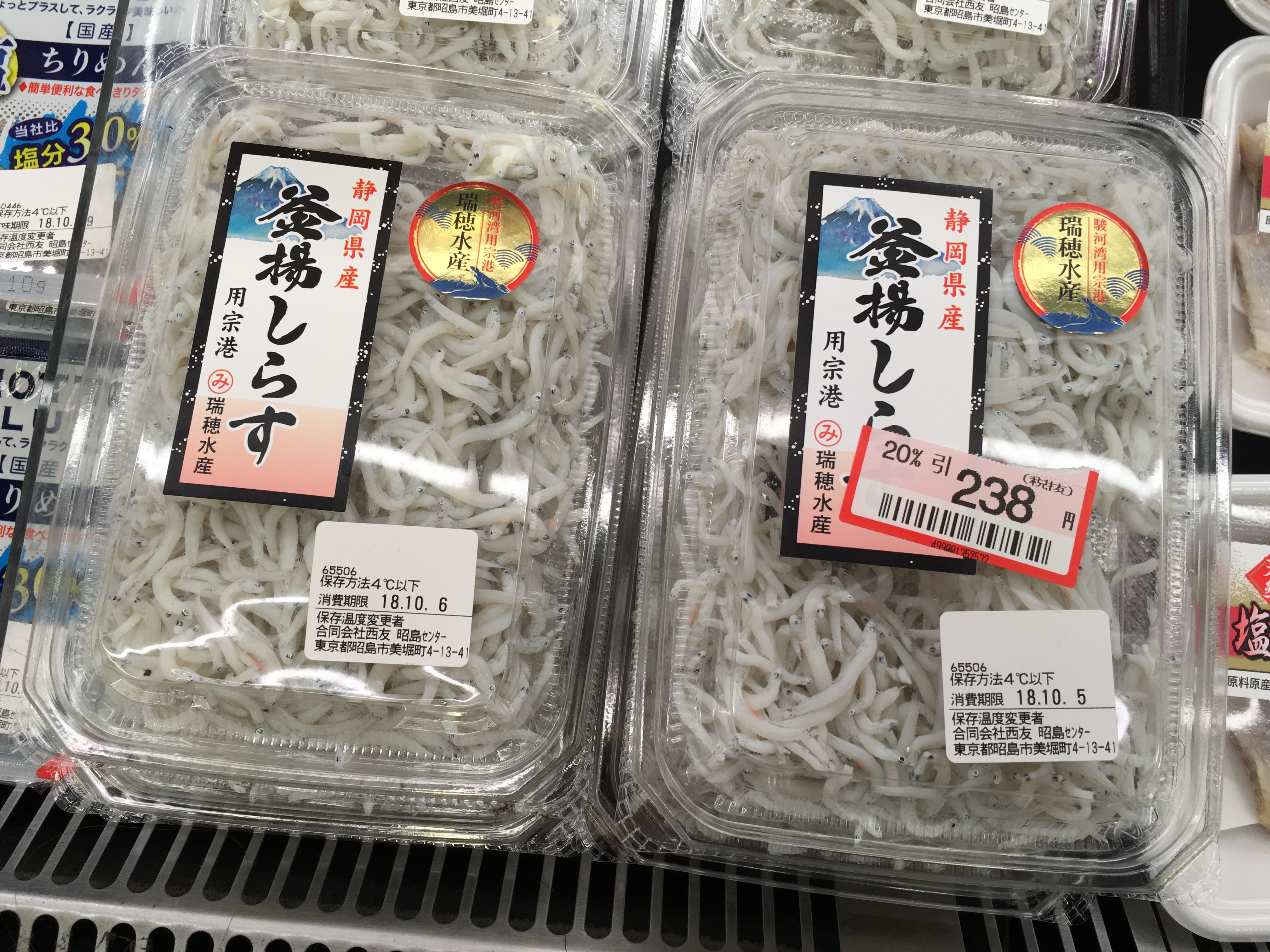
パック詰めされたしらす干し
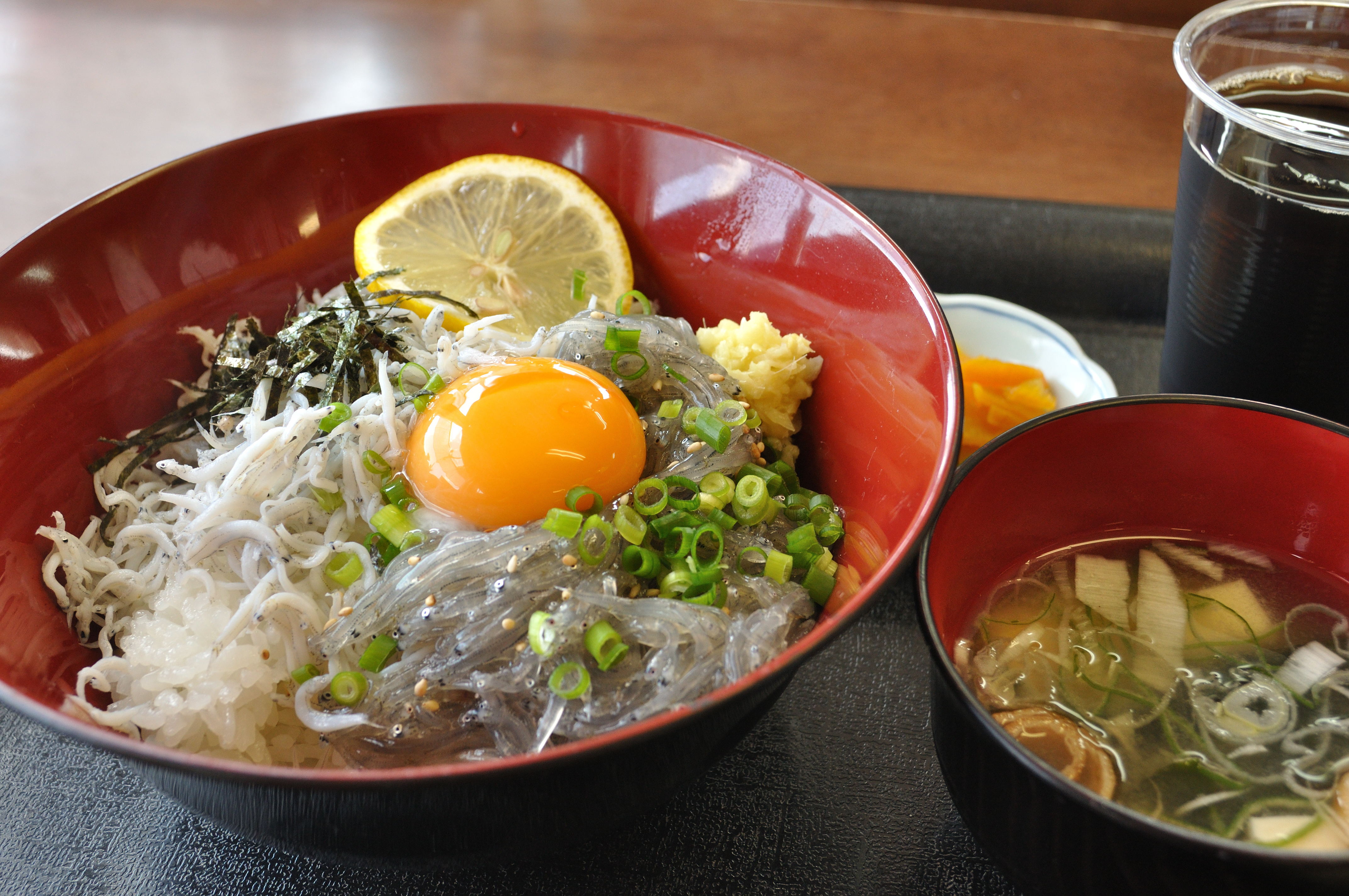
釜揚げと生シラスのしらす丼。茨城県大洗町にある「五十集矢」のしらす二色丼定食Aコーヒー付き
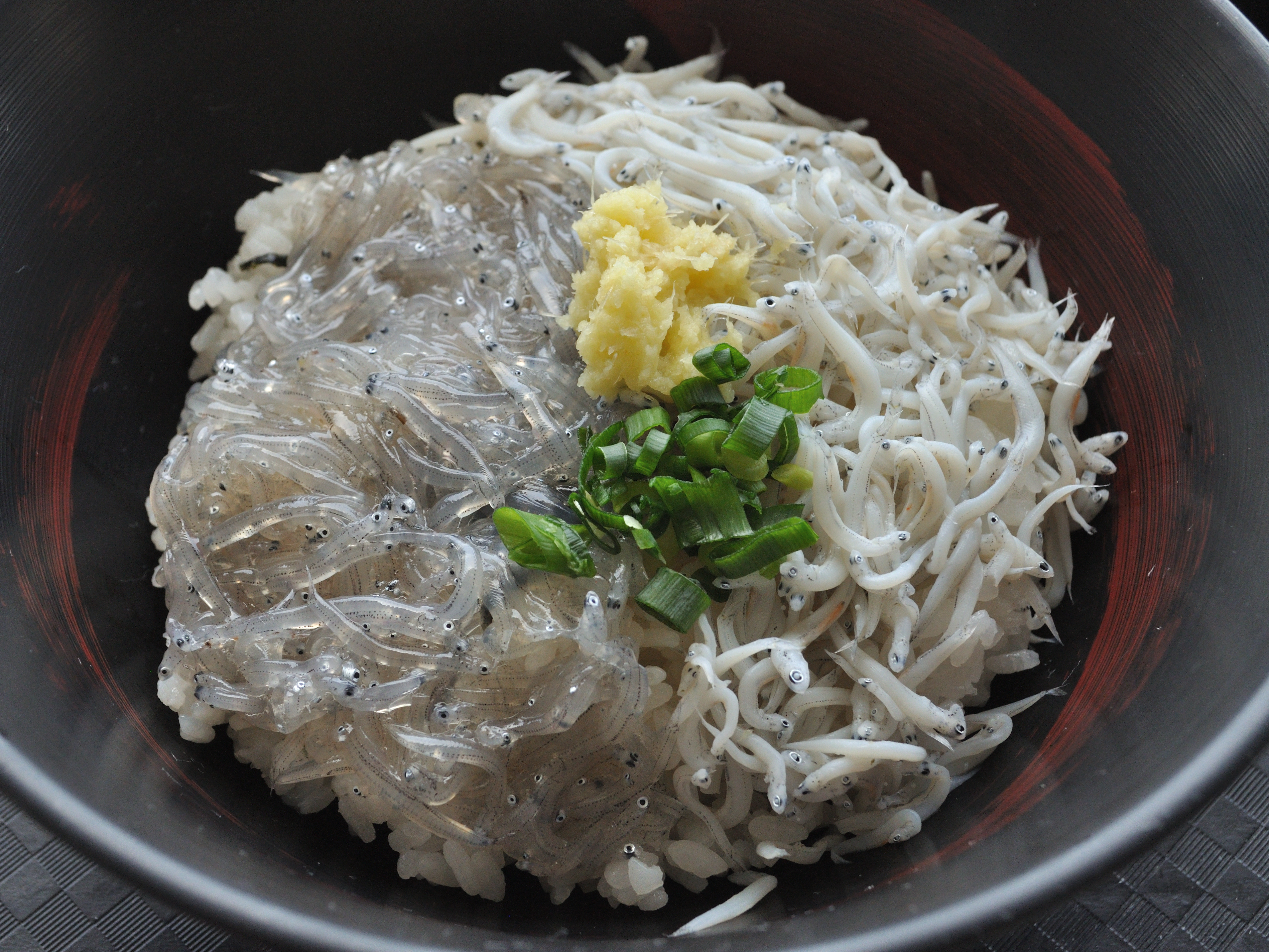
静岡県富士市にある「港田子の浦港 漁協食堂」のハーフ丼（釜揚げと生シラスのしらす丼）
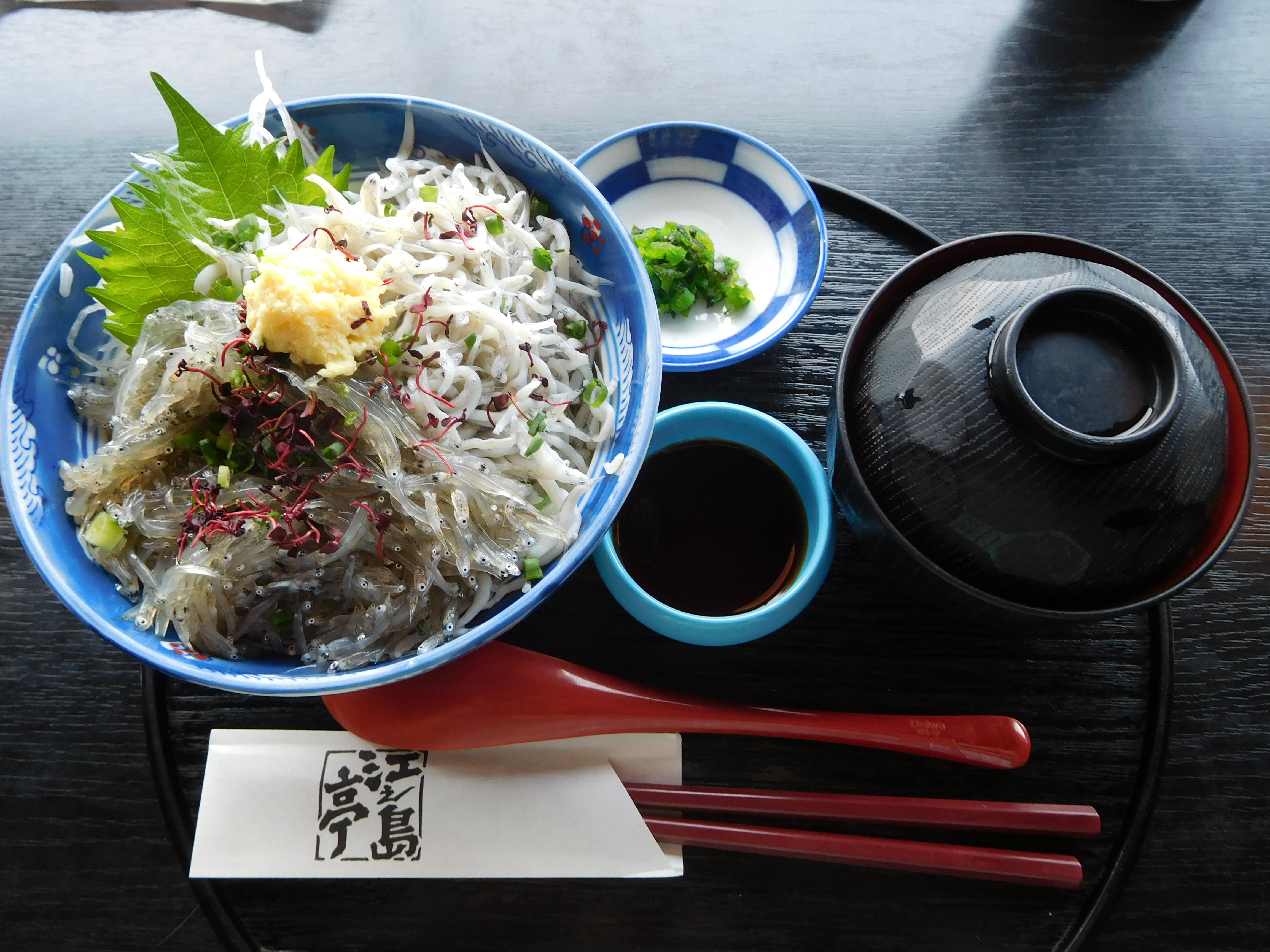
江の島のシラス丼。生しらすと釜揚げしらすの丼。神奈川県藤沢市江の島2-6-5の江之島亭にて。
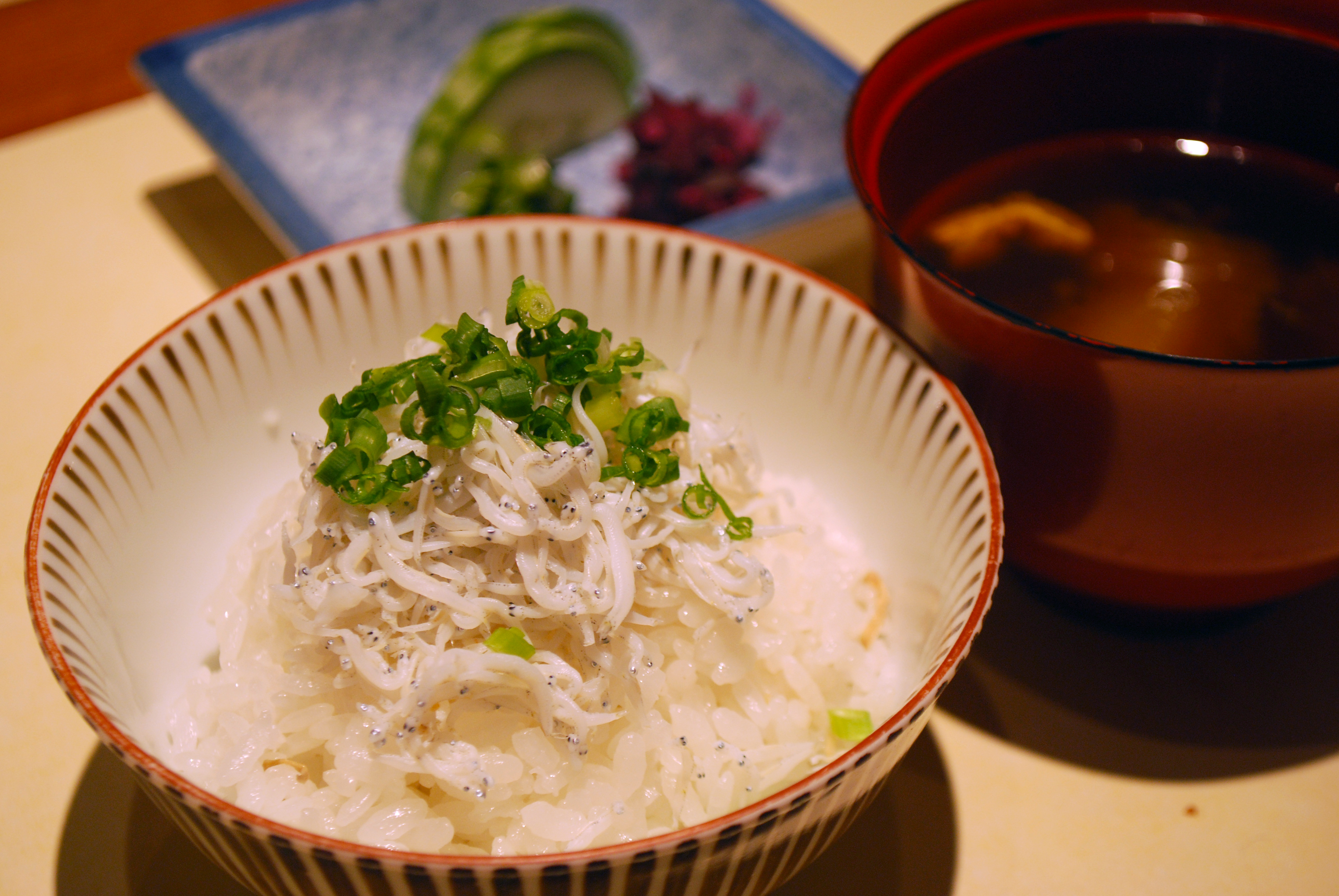
シラスごはん。焼津市。